# Christen Kold
Christen Mikkelsen Kold, né en mars 1816 à Thisted au Danemark et mort à Odense au Danemark en 1870, est un pédagogue danois.

## Biographie
Fils de cordonnier, il fonda une école à Ryslinge en Fionie en 1851. En plus d'une salle de classe, le rez-de-chaussée se composait d'une cuisine et d'un salon, à l'étage se trouvait un dortoir où le maître dormait avec ses élèves. Cette école devient un lycée à partir de 1866. 

Son enseignement était dans l'esprit de Grundtvig, où les élèves n'écrivent pas mais lisent et discutent avec le professeur.

En 1850, il écrit Om Børneskolen (Sur les écoliers).